# Cleruchoides noackae
Cleruchoides noackae is een vliesvleugelig insect uit de familie Mymaridae. De wetenschappelijke naam is voor het eerst geldig gepubliceerd in 2007 door Lin & Huber.